# Resana
Resana är en ort och kommun i provinsen Treviso i regionen Veneto i Italien. Kommunen hade 9 522 invånare (2018).